# مركز تراث يهود بابل

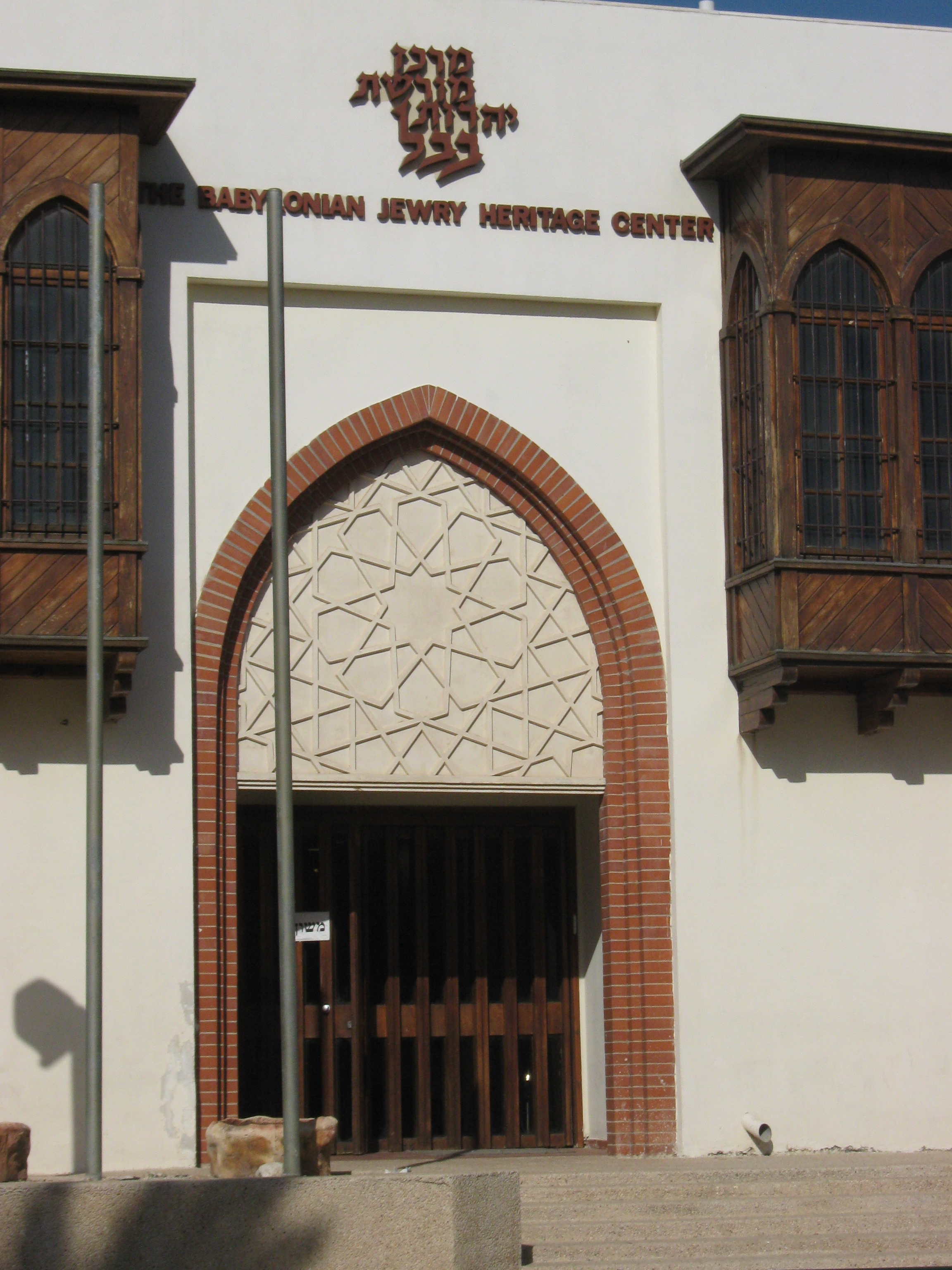
مركز تراث يهود بابل، أور يهودا

مركز تراث يهود بابل هو متحف ومركز بحث يقع في أور يهودا.

## التاريخ
تأسس مركز تراث يهود بابل عام 1973 كمؤسسة غير ربحية تهدف إلى جمع، حفظ وتخليد تراث يهود بابل. يدير المركز معهد أبحاث، دار نشر، مكتبة وأرشيفات.
افتتح متحف يهود بابل التابع للمركز أبوابه للجمهور في عام 1988. ويعرض المتحف معارض دائمة ومتغيرة.

## أقسام المركز
الجناح التاريخي يعرض تاريخ يهود بابل. قسم الإثنوغرافيا يقدم أسلوب الحياة والعادات والثقافة المادية. كما يجمع هذا القسم القطع والألبسة الخاصة بيهود العراق للحفظ والتوثيق. تعرض صالة الفنون التشكيلية معارض متغيرة تعرض تراث وثقافة يهود بابل (العراق الحالي).

## متحف يهود بابل
يضم المركز أيضاً متحف يهود بابل الذي افتتح للجمهور في 1988. يعرض المتحف مختلف القطع الأثرية، من صور إلى آثار تاريخية للمهاجرين العراقيين إلى إسرائيل. يمكن لزوار المتحف التعرف على فصول تاريخ يهود بابل وأجيالهم التي تمتد لأكثر من 2600 عام.
تعرض المعارض الدائمة مساهمة القيادة الروحية لليشيفوت الكبرى والقيادة المادية للأكزلارك في وجود الشعب اليهودي، بالإضافة إلى علاقات المجتمع مع الحكومة والمجتمع المحيط في فترات مختلفة. تسلط معروضات المتحف الضوء على المجتمعات المتنوعة التي تشكل يهود بابل والتحولات التي شهدتها خلال القرون الماضية، فضلاً عن المؤسسات المستقلة التي أسسوها.
يخصص المتحف معارض خاصة لأحداث كبرى في حياة اليهود العراقيين في القرن العشرين؛ مثل الفرهود 1941، تأسيس الحركة الصهيونية بشكل علني وسري، والهجرة الجماعية واندماجهم في فلسطين المحتلة.
ينظم المتحف أيضاً دروساً للشباب حول الشعر والرقص من تراث يهود بابل بهدف غرس قيم تراث يهود بابل في الجيل الأصغر.
تم تصميم هيكل المتحف حول نموذج البيت اليهودي التقليدي في العراق، مع فناء داخلي في قلبه. كما تم ترميم زقاق في الحي اليهودي والكنيس الكبير في بغداد.

## وصلات خارجية
- الموقع الرسمي النسخة الإنجليزية

- وسائط متعلقة بمركز تراث يهود بابل في كومنز.